# Paul von Klenau
Paul August von Klenau (* 11. Februar 1883 in Kopenhagen; † 31. August 1946 ebenda) war ein dänischer Komponist und Dirigent.

## Leben
Klenau, der aus einer deutschstämmigen Familie stammte, trat 1900 ins Kopenhagener Konservatorium ein und studierte dort Violine und Komposition. 1902 siedelte er nach Berlin über, wo er Schüler Max Bruchs wurde. Zwei Jahre später nahm er in München ein erneutes Studium bei Ludwig Thuille auf. Nach Thuilles Tod 1907 fand Klenau eine Anstellung als Kapellmeister am Städtischen Theater in Freiburg, nahm aber auch weiterhin Musikunterricht, diesmal bei Max von Schillings.
Klenaus erste Sinfonie wurde 1908 erfolgreich in München uraufgeführt. 1912 leitete er Konzerte der Frankfurter Bach-Gesellschaft. In den folgenden Jahren führten seine Auftritte als Dirigent Klenau durch mehrere europäische Länder (u. a. stiftete er in seiner Geburtsstadt Kopenhagen 1920 die Dänische Philharmonische Gesellschaft), bis er 1922 Chorleiter der Wiener Konzertgesellschaft wurde. In der Zeit des Nationalsozialismus näherte sich Klenau den Machthabern an und galt besonders mit seinen Opern zwischen 1933 und 1945 im deutschen Reich als einer der führenden Komponisten. 1940 siedelte er wieder nach Kopenhagen über und widmete sich nun ganz der Komposition. Dort starb Paul von Klenau 63-jährig im Jahr 1946.
Klenau war in erster Ehe mit Anne Marie Simon, Schwester des Frankfurter Verlegers Heinrich Simon, und in zweiter Ehe mit Margarethe Klimt verheiratet. Die Tochter aus erster Ehe, Ingeborg von Klenau (1904–1990), heiratete den Journalisten und Autor Soma Morgenstern.

## Stil
Klenaus Werk zeigt vielfältige Einflüsse, besonders von deutscher Musik. Durch seine frühen Kompositionen schimmert gelegentlich die Tonsprache seiner Lehrer Bruch und Thuille, aber auch die Richard Wagners und Anton Bruckners durch. Allerdings vermochte es der Komponist bereits hier, seinen eigenen Weg vorzuzeichnen. Für Klenaus spätere Laufbahn als Komponist wurde die Beschäftigung mit der Zwölftonmusik Arnold Schönbergs wichtig, die er aber einer vorwiegend tonalen Ordnung unterwarf. Da es Klenau gelang, die Nationalsozialisten davon zu überzeugen, dass seine Form der Zwölftonkomposition ein Gegenstück zur „jüdischen“ Richtung Schönbergs darstelle, vermochte er sich nach 1933 als moderner Komponist auf den Spielplänen zu halten. Sein Werk umfasst 9 Sinfonien, Opern, Ballette, Lieder und Kammermusikwerke.

## Werke (Auswahl)
- Sinfonie Nr. 1 f-Moll (1908)
- Sinfonie Nr. 2 (1911)
- Sinfonie Nr. 3 (1913)
- Sinfonie Nr. 4 Dante-Symphonie (1913)
- Sinfonie Nr. 5 Triptikon (1939)
- Sinfonie Nr. 6 Nordische Symphonie (1940)
- Sinfonie Nr. 7 Sturmsymphonie (1941)
- Sinfonie Nr. 8 Im Alten Stil (1942)
- Sinfonie Nr. 9 für Chor und Orchester (1945)
- Sinfonische Fantasie Paolo und Francesca (1913)
- Sinfonische Dichtung Jahrmarkt bei London (1922)
- Altdeutsche Liedersuite für Orchester (1934)
- Violinkonzert (1922)
- Musik nach Weisen der Minnesänger für Orchester[3]
- Gespräche mit dem Tod, Liederzyklus mit Orchester (1916)
- Klein Idas Blumen, Ballett (1916)
- Kjartan und Gudrun (1918), Gudrun auf Island (Umarb. der vorigen) (1924)
- Marion, Ballett (1920)
- Die Lästerschule, Oper
- Michael Kohlhaas, Oper (1933)
- Rembrandt van Rijn, Oper (1937)
- Elisabeth von England, Oper (UA 29. März 1939, Staatstheater Kassel), revidiert als Die Königin (April 1940, Staatsoper Unter den Linden Berlin)[2][4]
- Sulamith, Oper (1913)